# Wincenty Ściegienny
Bartłomiej Wincenty Ściegienny vel Wincenty Bartłomiejczyk vel Stanisław Wydrychiewicz vel Stanisław Bobowicz, pseud.: Las, Olcha, Adam, Pilica (ur. 5 października 1899 w Seceminie, zm. 12 listopada 1968 w Warszawie) – ochotnik w czasie wojny polsko-bolszewickiej, podpułkownik dyplomowany piechoty Wojska Polskiego, cichociemny.

## Życiorys
1 listopada 1918 roku wstąpił ochotniczo do tworzącego się Wojska Polskiego. Od sierpnia 1919 roku służył w 1 Lotniczym batalionie uzupełnień przy Bazie Wojsk Lotniczych w Warszawie, następnie w batalionie rezerwowym 5 pułku piechoty Legionów. Brał udział w wojnie polsko-bolszewickiej na stanowisku dowódcy plutonu w 101 Rezerwowym pułku piechoty Dywizji Ochotniczej. Po ukończeniu Szkoły Podchorążych Piechoty w Warszawie został ponownie przydzielony do 5 pułku piechoty Legionów.
W 1922 roku zdał eksternistycznie maturę w Gimnazjum Państwowym im. Adama Mickiewicza w Warszawie. Studiował w Wyższej Szkole Handlowej i równocześnie pracował w banku, jednak w grudniu 1924 roku został ponownie powołany do wojska i skierowany do 79 pułku piechoty na stanowisko dowódcy plutonu i zastępcy dowódcy kompanii. Później kolejno służył w: 84 pułku Strzelców Poleskich (1928–1931, dowódca plutonu, adiutant pułku), batalionie podchorążych rezerwy piechoty w Cieszynie (1931–1932, instruktor), 4 pułku strzelców podhalańskich (1932–1933, dowódca kompanii).
Z dniem 3 listopada 1933 roku został powołany do Wyższej Szkoły Wojennej w Warszawie, w charakterze słuchacza Kursu 1933–1935. W 1935 roku, po ukończeniu kursu i otrzymaniu dyplomu naukowego oficera dyplomowanego, został przydzielony do Dowództwa Okręgu Korpusu Nr V w Krakowie na stanowisko kierownika referatu. W 1937 roku został przeniesiony do 35 pułku piechoty w Brześciu celem odbycia stażu na stanowisku dowódcy kompanii. W 1939 roku pełnił służbę w Wydziale Administracji Rezerw Oddziału I Sztabu Głównego na stanowisku kierownika referatu produkcji specjalistów.
We wrześniu 1939 roku służył jako oficer sztabu Armii „Karpaty”. 19 września przekroczył granicę polsko-węgierską. Był internowany na Węgrzech. Po ucieczce dotarł do Francji, gdzie został skierowany do 3 Dywizji Piechoty na stanowisko oficera sztabu dywizji. W tym czasie ukończył École Supérieure de Guerre. W czerwcu 1940 roku po klęsce Francji został ewakuowany do Wielkiej Brytanii. 14 lipca został oficerem sztabu 4 Brygady Kadrowej Strzelców.
Zgłosił się do służby w kraju. Po przeszkoleniu w dywersji został 7 kwietnia 1942 roku zaprzysiężony w Oddziale VI Sztabu Naczelnego Wodza i 14 kwietnia przekazany do dyspozycji Oddziału V. Zrzutu dokonano w nocy z 3 na 4 września 1942 roku w ramach operacji „Rheumatism” dowodzonej przez kpt. naw. Stanisława Króla. Ekipa została zrzucona na placówkę odbiorczą „Ugór” kilka km od Łyszkowic. Po aklimatyzacji dostał przydział do Okręgu Białystok AK na stanowisko szefa Sztabu Okręgu. Równocześnie pełnił obowiązki oficera operacyjnego sztabu, a od grudnia 1942 roku – zastępcy komendanta Okręgu. W wielkim stopniu przyczynił się do rozwoju struktur AK w Okręgu. W wyniku m.in. jego pracy:
- w prawie każdym rejonie każdego obwodu w Okręgu zorganizowano oddział partyzancki w sile co najmniej drużyny, a nierzadko kompanii,
- w każdym obwodzie Okręgu zorganizowano oddział Kedywu w sile plutonu (w I połowie 1943 roku),
- prowadzono kursy szkoły podchorążych piechoty na szczeblu inspektoratu oraz kursy szkoły podoficerów piechoty na szczeblu obwodu,
- prowadzono kursy saperskie, sanitarne, łączności i transportu,
- od 1 lutego 1944 roku uruchomiono kurs szkolenia młodszych dowódców piechoty w każdym inspektoracie Okręgu,
- w ramach Odtwarzania Sił Zbrojnych zmobilizowano oddziały 29 Dywizji Piechoty AK oraz paru innych brygad i pułków. Ściegienny miał być dowódcą 29 Dywizji Piechoty AK w ramach Odtwarzania Sił Zbrojnych.

Po wejściu Armii Czerwonej na teren Białostocczyzny pozostał w konspiracji (w AK i ROAK). 2 marca 1945 roku został zaatakowany przez silny oddział NKWD. W czasie bitwy został ranny i ujęty przez wroga. Do 13 sierpnia 1945 roku przebywał w więzieniu w Białymstoku, po czym przewieziono go do więzienia mokotowskiego. Został oskarżony o przynależność do AK. Na mocy amnestii wyszedł z więzienia w Rawiczu 26 listopada 1945 roku.
Zaczął się ukrywać. Pod przybranym nazwiskiem pracował dorywczo w Pabianicach (gdzie prowadził warsztat mechaniczny w latach 1945–1948) i w Łodzi (jako buchalter). Został zadenuncjowany przez współpracownika bezpieki Alfreda Paczkowskiego. Później był zatrudniony w Warszawskich Zakładach Wytwórczych Sprzętu Filmowego jako zaopatrzeniowiec i technik zaopatrzenia (1950–1957), w firmie „Krzemoglin” Eksploatacja Surowców Skalnych jako główny księgowy (1957–1958), w Spółdzielni Pracy „Kino-Service” w Warszawie jako starszy ekonomista (1958–1962) i w Państwowym Instytucie Geologicznym w Warszawie jako referent ekonomiczny (1962–1967). W 1967 roku przeszedł na emeryturę. Pochowany na cmentarzu Powązki Wojskowe w Warszawie (kwatera B20-1-28).

## Awanse
- podporucznik – ze starszeństwem z dniem 1 października 1920 roku
- porucznik – ze starszeństwem z dniem 1 grudnia 1924 roku
- kapitan – 1 stycznia 1935 roku
- major – ze starszeństwem z dniem 3 września 1942 roku
- podpułkownik – 3 maja 1944 roku[6].

## Ordery i odznaczenia
- Krzyż Srebrny Orderu Wojennego Virtuti Militari nr 13426[7]
- Krzyż Walecznych – dwukrotnie
- Srebrny Krzyż Zasługi z Mieczami
- Srebrny Krzyż Zasługi
- Medal Wojska – czterokrotnie[6]
- Medal Dziesięciolecia Odzyskanej Niepodległości
- Medal Pamiątkowy za Wojnę 1918–1921
- Medal za Długoletnią Służbę.

## Życie rodzinne
Był synem Ludwika, rolnika, i Katarzyny z domu Wydrych. Był trzykrotnie żonaty:
- w 1922 roku ożenił się z Janiną Książkiewicz (1901–1928), z którą miał syna Jerzego (ur. w 1923 roku), żołnierza AK, powstańca warszawskiego
- w 1936 roku ożenił się z Zofią Gutowską (1915–1992), z którą miał syna Andrzeja (ur. w 1938 roku)
- w 1961 roku ożenił się z Janiną Sawicką (1925–1983), łączniczką AK, powstańcem warszawskim.